# Selina Grotian
Selina Grotian (Garmisch-Partenkirchen, 25 de marzo de 2004) es una deportista alemana que compite en biatlón.
Ganó dos medallas de bronce en el Campeonato Mundial de Biatlón, en los años 2024 y 2025, y tres medallas en el Campeonato Europeo de Biatlón de 2023.

## Palmarés internacional
| Campeonato Mundial | Campeonato Mundial           | Campeonato Mundial | Campeonato Mundial |
| Año                | Lugar                        | Medalla            | Prueba             |
| ------------------ | ---------------------------- | ------------------ | ------------------ |
| 2024               | Nové Město (República Checa) | Medalla de bronce  | Relevo             |
| 2025               | Lenzerheide (Suiza)          | Medalla de bronce  | Relevo mixto       |
| Campeonato Europeo |                              |                    |                    |
| Año                | Lugar                        | Medalla            | Prueba             |
| 2023               | Lenzerheide (Suiza)          | Medalla de oro     | Persecución        |
| 2023               | Lenzerheide (Suiza)          | Medalla de plata   | Relevo mixto       |
| 2023               | Lenzerheide (Suiza)          | Medalla de bronce  | Individual         |